# 米尔科·恩利希
米尔科·恩利希（德語：Mirko Englich，1978年8月28日—），德国男子摔跤运动员。他曾代表德国参加2004年和2008年夏季奥林匹克运动会摔跤比赛，其中2008年奥运会获得一枚银牌。